# Lily Weiding
Lily Weiding, ursprungligen Lilli Vejding, född 22 oktober 1924 i Köpenhamn, död 15 juni 2021, var en dansk skådespelare. 
Weiding var gift och blev änka tre gånger. Första gången gifte hon sig med skådespelaren Sigfred Johansen som hon var gift med fram till hans död 1953. Hon gifte 1954 om sig med skådespelaren Mogens Wieth och tillsammans fick de två döttrar, bland annat skådespelaren Julie Wieth. Mogens Wieth avled 1962. År 1980 gifte hon sig med skådespelaren Morten Grunwald och förblev gift med honom fram till hans död 2018. Tillsammans med Grunwald fick hon en dotter, född 1968.
Hon mottog 1963 Läkerols kulturpris.

## Filmografi (urval)
- 1942 – Tyrannens fall
- 1948 – Okänd man
- 1967 – SS Martha
- 1992 – En dag i oktober
- 1993 – Examenshets
- 2003 – De gröna slaktarna

## Teater

### Roller (ej komplett)
| År   | Roll   | Produktion               | Regi             | Teater               |
| ---- | ------ | ------------------------ | ---------------- | -------------------- |
| 1994 | Modern | Tupilak Per Olov Enquist | Brigitte Kolerus | Betty Nansen Teatret |

## Utmärkelser
- Teaterpokalen,  1956[8]
- Henkelpriset,  1966[9]
- Riddare av Dannebrogorden,  13 mars 1968[8][10]
- Reumert för årets kvinnliga biroll,  1999[11]

[Redigera Wikidata]